# Arnie Robinson
Clarence Earl "Arnie" Robinson, Jr. (7. dubna 1948 San Diego – 1. prosince 2020) byl americký atlet, olympijský vítěz ve skoku do dálky.
Jeho prvním mezinárodním úspěchem bylo vítězství ve skoku do dálky na Panamerických hrách v Cali v roce 1971. Na olympiádě v Mnichově o rok později skončil v dálkařském finále na třetím místě. Životní úspěch pro něj znamenala olympiáda v Montrealu v roce 1976. V prvním finálovém pokusu vytvořil svůj osobní rekord 835 cm a vybojoval si tak zlatou medaili.
Mistrem USA ve skoku do dálky se stal šestkrát – v letech 1971, 1972 a 1975 až 1978.